# Er Mago de Bborgo. Lunario pe' 'r 1890
Er Mago de Bborgo. Lunario pe' 'r 1890 è il primo almanacco di Trilussa, realizzato in collaborazione con Francesco Sabatini, in arte Padron Checco, e il disegnatore Adriano Minardi, in arte Silhouette. La pubblicazione si ispira all'omonimo almanacco ideato nel 1859 dal poeta romanesco Adone Finardi, che si era interrotto più di un decennio prima alla sua sesta edizione.

## Struttura dell'opera
| Titolo | Titolo                      | Descrizione                                                                                         |
| ------ | --------------------------- | --------------------------------------------------------------------------------------------------- |
|        | Er capo d'anno              | |
|        | Er carnovale de mo'         | |
|        | Tira vento                  | |
|        | 'Na frittata in campagna    | |
|        | Er piantinaro               | Pubblicata per la prima volta sul Rugantino del 9 settembre 1888                                    |
|        | La strega                   | Pubblicata per la prima volta sul Rugantino dell'11 marzo 1888 con il titolo L'indovina de le carte |
|        | Nove mesi doppo             | |
|        | Li comprimenti der barbiere | |
|        | La partenza de le quaje     | Profonda rielaborazione di La scerta de 'n'occupazione                                              |
|        | L'ottobbrata de Nannarella  | |
|        | L'esame                     | |
|        | La prima sera dell'opera    | |
|        | Figurinaro                  | Profonda rielaborazione di Figura da peracottaro!                                                   |

Legenda:

      Poesie pubblicate per la prima volta sul Rugantino

      Poesie pubblicate per la prima volta in Er Mago de Bborgo. Lunario pe' 'r 1890 o di cui non si rintraccia un precedente pubblicato altrove